# ラシード・スニャーエフ
ラシード・スニャーエフ（Rashid Alievich Sunyaev、Рашид Алиевич Сюняев1943年3月1日 - ）は、ウズベク・ソビエト社会主義共和国（現ウズベキスタン）タシュケント生まれの天体物理学者である。指導教授であったヤーコフ・ゼルドビッチと共に、銀河団内のガスによって宇宙背景放射の見かけの平均エネルギーが高くなるというスニャーエフ・ゼルドビッチ効果の存在を予言したことなどで知られる。ドイツとロシアの二重国籍を持つ。

## 来歴
モスクワ工科大学、モスクワ大学で学び、1968年にゼルドビッチの下で物理学のPh.D.を取得。1974年から1982年まで、ソ連科学アカデミー宇宙研究所 (IKI) の理論天体物理学研究室のリーダーとなった。1992年からはロシア科学アカデミーの高エネルギー宇宙部門の部長、1995年からマックス・プランク研究所宇宙物理研究所の所長などをつとめている。ゼルドビッチとともにスニャーエフ・ゼルドビッチ効果を提案した他、ニコライ・シャクラとともにブラックホールの降着円盤モデルなどの分野においても業績がある。

## 受賞歴
- ブルーノ・ロッシ賞（1988年）
- 王立天文学会ゴールドメダル（1995年）
- ブルース・メダル（2000年）
- ハイネマン賞天体物理学部門（2003年）
- グルーバー賞宇宙論部門（2003年）
- ジャンスキー賞（2005年）
- カール・シュヴァルツシルト・メダル（2007年）
- クラフォード賞（2008年）
- キング・ファイサル国際賞科学部門（2009年）
- 京都賞基礎科学部門（2011年）
- ベンジャミン・フランクリン・メダル（2012年）
- エディントン・メダル（2015年）
- オスカル・クラインメダル（2015年）
- クラリベイト・アナリティクス引用栄誉賞（2017年）
- マルセル・グロスマン賞（2018年）
- ICTPのディラック・メダル（2019年）
- マルセル・グロスマン賞（2021年）
- マックス・プランク・メダル（2023年）

## 科学アカデミー会員
- ロシア科学アカデミー
- 米国科学アカデミー
- アメリカ芸術科学アカデミー
- 国立科学アカデミー・レオポルディーナ
- オランダ王立芸術科学アカデミー
- アメリカ哲学協会
- 王立協会